# 新マルポ史
『新マルポ史』（しんマルポし、ワイリー方式：deb ther dmar po gsar ma）は、1538年に編纂された中世チベットの歴史書の一つ。書名は先行する『マルポ史（フゥラン・テプテル）』に由来するものである。
『新赤史』もしくは『テプテル・マルポ・サルマ』とも。

## 概要
内容としては先行する『マルポ史』『テプテル・グンポ』等を参照しつつ、独自の記述が多く見られる。とりわけ、『新マルポ史』が編纂された頃に中央チベットを支配していたリンプンパが勢力を拡大していく過程について詳しく、史料価値が高い。
「サキャ派によるチベット3チョルカ（＝ウー・ツァン・カム）支配」、すなわち「サキャ派政権時代」というイメージの固定化をもたらしたと評されている。

## 参考資料
- 山本明志「「サキャパ時代」から「パクモドゥパ時代」へ」『東洋史研究』79 (4)、2021年